# Perus uafhængighedskrig
Perus uafhængighedskrig var en krig som varede fra 1820-1824. Perus uafhængighed fandt sted i Lima d. 28. juli 1821, proklameret af José de San Martin.
| Historie | Spire Denne historieartikel er en spire som bør udbygges. Du er velkommen til at hjælpe Wikipedia ved at udvide den. |